# 幸せにキッスしたら
「幸せにキッスしたら」（しあわせにキッスしたら）は、1984年10月5日に発売された桂三枝と片平なぎさによるデュエットシングル。規格品番：K07S-614。

## 概要
本作はテレビ朝日系列ほかで放送されている朝日放送（ABC）制作の『新婚さんいらっしゃい!』に於ける “第4代テーマソング” として企画・制作された。本番組が通算700回を迎えた1984年10月7日放送分より使用開始。片平なぎさが同番組のアシスタントとして在籍していた期間（1992年5月17日放送分まで）使用された。
JASRACデータベース上では、出版者としてホリプロが登録されている。
本作は明るい曲調と幸福な内容から、片平降板後も結婚式や結婚披露宴で歌唱されることがある。1990年代に入り、オリジナル音源と共にオリジナル・カラオケ音源がCD化された。
2018年現在、通信カラオケであるDAMに入曲している。リクエストNo.は3944-04。オリジナルはヘ長調である。

## 収録曲
- 両楽曲共に、作詞：荒木とよひさ／編曲：若草恵

1. 幸せにキッスしたら
作曲：いけたけし
2. あいあい愛Love You
作曲：熊谷安廣